# Salto del bufalo

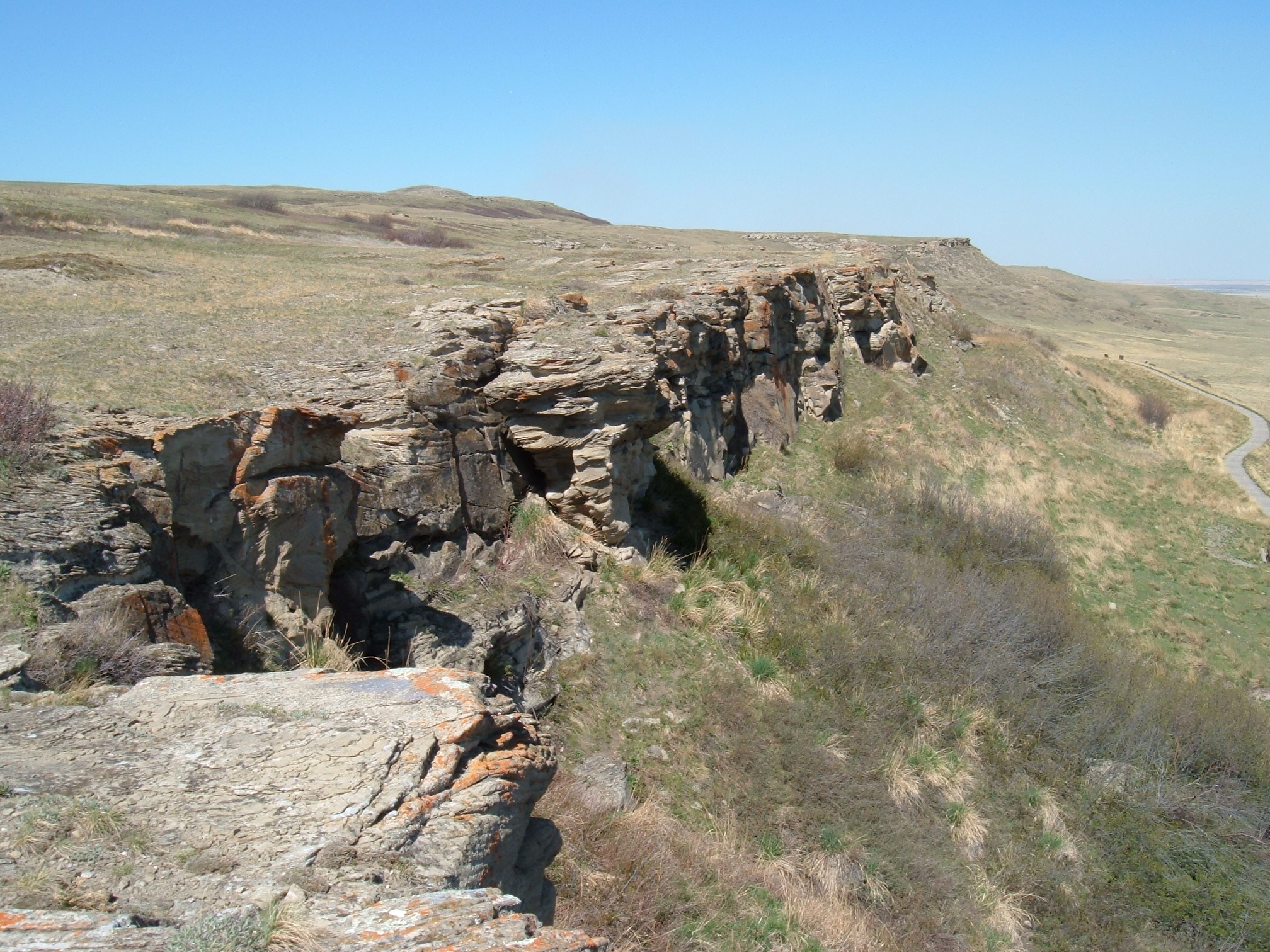
Il Salto del Bufalo schiantato (Canada), in uso fin dalla preistoria

Un cosiddetto salto del bufalo è una formazione rocciosa, solitamente un dirupo, usato dagli indiani d'America per uccidere i bisonti delle pianure, raggruppandoli e poi spingendoli giù dalla rupe.
I salti del bufalo vennero usati prevalentemente dai cacciatori delle pianure intorno al I secolo, anche se si conoscono esempi molto più antichi. Questi siti sono sovente identificati da pile di pietre, vere e proprie corsie (spesso lunghe parecchi chilometri) costruite dagli indiani per guidare i bisonti fino al dirupo e poterli poi far precipitare nella valle sottostante. 
Questo tipo di caccia era con ogni probabilità un evento che coinvolgeva l'intera tribù e venne gradualmente abbandonato nel corso del VI e VII secolo, quando cominciarono ad essere utilizzati arco e frecce. I salti del bufalo sono molto importanti perché spesso nelle vicinanze si trovano resti di accampamenti e di siti in cui le carcasse degli animali morti venivano macellate.